# Río Wardha
El río Wardha, Warda, Varda o Varada (en télugu: వార్ధా నది) es un río que discurre por la parte central de la India, una de las dos fuentes del río Pranahita y uno de los mayores ríos de la región de Vidarbha. Tiene una longitud de 528 km y drena una cuenca de 24 087 km², mayor que países como Yibuti, Belice, El Salvador o Israel.

## Geografía
El río Warda nace a una altitud de 777 metros, en la cordillera Satpura, cerca de la pequeña localidad de Multai , en el distrito de Betul del estado de Madhya Pradesh. Discurre unos 32 kilómetros en dirección sur en Madhya Pradesh y luego se adentra en el estado de Maharastra. Después de recorrer 528 kilómetros, en dirección general sursureste, se une al río Wainganga, a una altitud de solamente 146 m, para dar lugar al nacimiento del río Pranhita, que finalmente acabará desembocando en el río Godavari.
Sus principales afluentes, por la izquierda, son los ríos Kar, Wena, Jam y Erai; y, por la derecha, los ríos Madu, Bembla y Penganga, el mayor de todos sus afluentes, con 676 km.
Se está construyendo en el río Wardha, cerca de Morshi, una enorme presa (Upper Wardha Dam) una infraestructura considerada vital para la ciudad de Amravati  y las talukas de Morshi y Warud, consideradas como la Florida de la India por sus plantaciones de naranja. Una presa en el río Bembala, en construcción, se considera también vital para una parte del distrito de Yavatmal.
Asimismo, también se está construyendo una presa en el Bajo Wardha cerca de la localidad de Dhanodi